# Crudul prezent
„The Naked Now” este al treilea episod din serialul științifico-fantastic Star Trek: Generația următoare. Scenariul este scris de D. C. Fontana; regizor este Paul Lynch.

## Prezentare
USS Enterprise se întâlnește cu SS Țiolkovski o navă de cercetări, dat toți membrii echipajului sunt găsiți morți, inclusiv unul pe deplin îmbrăcat într-o cabină de duș. Un agent contaminant misterios și transmisibil le provoacă și membrilor echipajului de pe Enterprise simptome similare intoxicării cu alcool, aceleași simptome care au dus la moartea celor de pe SS Țiolkovski.

## Povestea
USS Enterprise răspunde unor mesaje pe care le-a primit de la SS Țiolkovski, o navă științifică care monitorizează colapsul unei stele supergigante; mesajele sugerează că echipajul a fost expus la o intoxicare bruscă, pe fondul unor râsete puternice. După ce Enterprise securizează nava prin intermediul unei unde tractoare, o echipă se teleportează la bordul SS Țiolkovski unde găsește tot echipajului înghețat până la moarte în diferite stadii de dezbrăcare; corpul unui membru al echipajului îmbrăcat cade în mâinile lui La Forge. Dr. Crusher ordonă examinări medicale complete ale echipei care s-a teleportat înapoi, constatându-se că La Forge transpiră abundent și se plânge că are temperatură. Dr. Crusher ordonă ca La Forge să stea în infirmerie, dar el reușește să se strecoare afară și se duce să vorbească cu Wesley. Acesta, deși conștient de starea rea a lui La Forge, îi arată un dispozitiv portabil al unei unde tractoare pe care l-a inventat, iar La Forge îl încurajează punându-i o mână pe umăr. Între timp, pe baza unei presimțiri a comandantului Riker, Data identifică boala ca fiind una similară cu cea cu care s-a confruntat nava Enterprise condusă de căpitanul Kirk. La Forge în cele din urmă se întoarce la infirmerie, unde dr. Crusher își dă seama că boala se poate lua printr-o simplă atingere. Foarte repede, o mare parte a echipajului navei este sub influența bolii. Chiar și Data este afectat; el are un contact sexual cu Tasha Yar. Dr. Crusher se luptă cu efectele bolii și reușește să găsească antidotul original care a fost catalogat de către Enterprise ca fiind ineficient și lucrează la elaborarea unei noi versiuni a acestuia. 

Data și Tasha Yar

Wesley, deja infectat, folosește o mostră digitală a vocii căpitanului Picard pentru a îndepărta personalul cheie departe de puntea de Inginerie; permițându-i să ridice un câmp de forță în jurul acestei punți cu unda sa tractoare portabilă. Wesley își asumă apoi controlul navei. El permite unuia dintre ingineri, dl. Shimoda, care se comportă ca un copil, să treacă de câmpul de forță; dl. Shimoda scoate toate circuitele izoliniare de la postul de control al motorului și se joacă cu ele ca și cum ar fi jucării. În timp ce steaua intră în colaps, un fragment este aruncat pe un curs de impact cu cele două nave ale Federației, și, fără ca cipurile izoliniare să fie puse la loc, ei nu se pot da la o parte din calea fragmentului stelar. Inginerul-șef reușește să dezactiveze în cele din urmă câmpul de forță creat de Wesley. Data este trimis să pună la loc cipurile, cu toate acestea, Data raportează că sarcina, „...va dura puțin mai mult decât avem...”. Wesley, în continuare afectat de misteriosul agent patogen, reușește să inverseze câmpul undei tractoare al navei Enterprise ceea ce duce la îndepărtarea de Țiolkovski, oferind secunde suplimentare necesare pentru a se da la o parte din calea fragmentului. Echipajul este în cele din urma vindecat de boală, iar Picard îi spune lui Wesley că a contribuit parțial la prevenirea unui dezastru.